# Zygmunt Semerga
Zygmunt Antoni Semerga, ps. Zygmunt Goszczyński (ur. 4 marca 1896 w Śniatynie, zm. 18 lutego 1979) – pułkownik Wojska Polskiego, kawaler Orderu Virtuti Militari.

## Życiorys
Urodził się 4 marca 1896 w Śniatynie, ówczesnym mieście powiatowym Królestwa Galicji i Lodomerii, w rodzinie Jana i Marii z Dutczaków.
W czasie I wojny światowej walczył w szeregach 3. kompanii I baonu 4 pułku piechoty Legionów Polskich. 1 sierpnia 1915 został ranny w bitwie pod Jastkowem. 24 maja 1918 został wykazany, w stopniu plutonowego, w indeksie legionistów przekazanym do Centralnego Urzędu Ewidencyjnego przez c. i k. Komendę marszałka polnego porucznika Schillinga (niem. kommando FML Schilling).
17 października 1919 jako podoficer byłych Legionów Polskich pełniący służbę w 31 pułku piechoty został mianowany z dniem 1 listopada 1919 podporucznikiem w piechocie. W szeregach tego pułku walczył na wojnie z bolszewikami, a za wykazane męstwo został odznaczony Orderem Virtuti Militari.
Po zakończeniu wojny kontynuował służbę wojskową w macierzystym pułku jako oficer zawodowy. 3 maja 1922 został zweryfikowany w stopniu kapitana ze starszeństwem od 1 czerwca 1919 i 1489. lokatą w korpusie oficerów piechoty. W listopadzie 1924 został przydzielony z 31 pp do Powiatowej Komendy Uzupełnień Łask w Sieradzu na stanowisko oficera instrukcyjnego. W marcu 1926, w związku z likwidacją stanowiska oficera instrukcyjnego, wrócił do macierzystego pułku w Łodzi. 18 lutego 1928 prezydent RP nadał mu z dniem 1 stycznia 1928 stopień majora w korpusie oficerów piechoty i 130. lokatą. W kwietniu 1928 został przeniesiony do 54 pułku piechoty w Tarnopolu na stanowisko oficera sztabowego pułku. W lipcu 1929 został przesunięty na stanowisko dowódcy batalionu, a w październiku 1931 na stanowisko obwodowego komendanta Przysposobienia Wojskowego. Na stopień podpułkownika został awansowany ze starszeństwem z dniem 19 marca 1938 i 17. lokatą w korpusie oficerów. W marcu 1939 pełnił służbę w 51 pułku piechoty w Brzeżanach na stanowisku I zastępcy dowódcy pułku.
W trzeciej dekadzie sierpnia 1939 objął dowództwo 216 pułku strzelców i na jego czele walczył w kampanii wrześniowej. Do zakończenia II wojny światowej był internowany na terytorium Królestwa Węgier. Był tam członkiem grupy polskich oficerów powiązanej z Komendą Obrońców Polski w Lublinie. Po zakończeniu wojny wrócił do kraju i został przyjęty do Ludowego Wojska Polskiego. Dowodził 48 pułkiem piechoty, a następnie 54 pułkiem piechoty w Mrągowie.
Zmarł 18 lutego 1979. Został pochowany na cmentarzu parafii św. Mikołaja przy ul. Mickiewicza 5 w Chrzanowie. W tym samym grobie została pochowana Anna Semerga (1898–1965), nauczycielka.
Był żonaty, miał troje dzieci: Wacławę (ur. 20 września 1922), Mariana (1924–1998), architekta i Krystynę (ur. 26 marca 1931).

## Ordery i odznaczenia
- Krzyż Srebrny Orderu Wojskowego Virtuti Militari nr 5122 – 1921[32][2]
- Krzyż Niepodległości – 15 kwietnia 1932 „za pracę w dziele odzyskania niepodległości”[33][1][34]
- Krzyż Walecznych dwukrotnie[24][35]
- Złoty Krzyż Zasługi – 16 marca 1934 „za zasługi na polu przysposobienia wojskowego i wychowania fizycznego”[36][37]
- Medal Pamiątkowy za Wojnę 1918–1921[35]
- Medal Dziesięciolecia Odzyskanej Niepodległości[35]
- Medal Zwycięstwa[35]

25 czerwca 1938 Komitet Krzyża i Medalu Niepodległości ponownie rozpatrzył jego wniosek lecz Krzyża Niepodległości z Mieczami nie przyznał.